# Herbert S. Gutowsky
Herbert S. Gutowsky (Bridgman, 8 de novembro de 1919 — Urbana, 13 de janeiro de 2000) foi um químico estadunidense.
Foi professor de química na Universidade de Illinois em Urbana-Champaign. Seu trabalho pioneiro tornou a espectroscopia de ressonância magnética nuclear uma das ferramentas mais efetivas nas pesquisas químicas e médicas.